# Matricaria australis
Matricaria australis là một loài thực vật có hoa trong họ Cúc. Loài này được (Pobed.) Rauschert mô tả khoa học đầu tiên năm 1974.